# NGC 2525

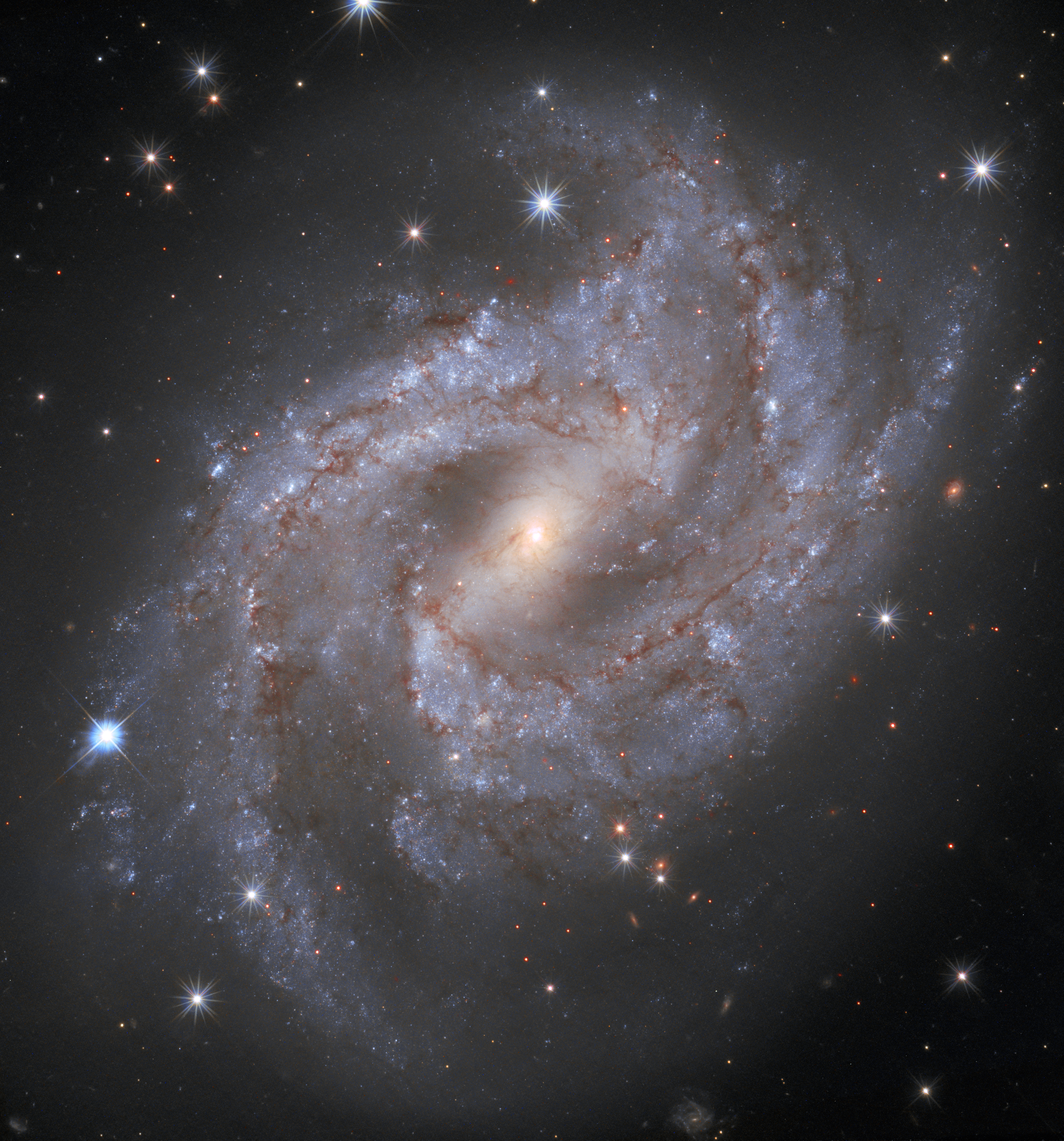
La galaxie spirale barrée NGC 2525 par le télescope spatial Hubble.

NGC 2525 est une galaxie spirale barrée située dans la constellation de la Poupe. NGC 2525 a été découverte par l'astronome germano-britannique William Herschel en 1791.

## Caractéristiques
La classe de luminosité de NGC 2525 est III et elle présente une large raie HI. Elle renferme également des régions d'hydrogène ionisé.

### Distance
Sa vitesse par rapport au fond diffus cosmologique est de 1 837 ± 18 km/s, ce qui correspond à une distance de Hubble de 27,09 ± 1,92 Mpc (∼88,4 millions d'al).
À ce jour, 19 mesures non basées sur le décalage vers le rouge (redshift) donnent une distance de 15,400 ± 2,813 Mpc (∼50,2 millions d'al), ce qui est nettement à l'extérieur des valeurs de la distance de Hubble. Puisque cette galaxie est relativement rapprochée du Groupe local, il est probable que cette valeur soit plus près de la distance réelle de NGC 2525. Notons que c'est avec la valeur moyenne des mesures indépendantes, lorsqu'elles existent, que la base de données NASA/IPAC calcule le diamètre d'une galaxie.

### Morphologie
Dans la bande K infrarouge, NGC 2525 présente une barre centrale de 25 secondes d'arc dont l'ellipticité maximale est de 0,69. L'angle de position de celle-ci est de 81°.

### Luminosité dans l'infrarouge
La luminosité de NGC 2525 dans l'infrarouge lointain (de 40 à 400 µm)  est égale à 1,07 × 1010 {\displaystyle L_{\odot }} (1010,03{\displaystyle L_{\odot }}) et sa luminosité totale dans l'infrarouge (de 8 à 1 000 µm) est de 1,45 × 1010 {\displaystyle L_{\odot }} (1010,16{\displaystyle L_{\odot }}).

## Supernova
La supernova SN 2018gv a été découverte le 15 janvier 2018 dans NGC 2525 à Yamagata au Japon par l'astronome japonais Koichi Itagaki. Cette supernova était de type Ia.
Le télescope spatial Hubble a commencé à observer SN 2018gv en février 2018, après que la supernova ait été détectée pour la première fois par Koichi Itagaki. Les astronomes ont produit une vidéo montrant la décroissance de la luminosité de cette supernova grâce à ces observations. On peut regarder cette vidéo sur cette page du site du télescope spatial Hubble.